# 大谷村 (和歌山県)
大谷村（おおたにむら）は、和歌山県伊都郡にあった村。現在のかつらぎ町の北部、紀の川の右岸、和歌山線・大谷駅の周辺にあたる。

## 地理
- 河川：紀の川

## 歴史
- 1889年（明治22年）4月1日 - 町村制の施行により、大谷村・新在家村・大藪村・柏木村の区域をもって発足。
- 1955年（昭和30年）3月31日 - 四郷村・笠田町と合併して伊都町が発足。同日大谷村廃止。

## 交通

### 鉄道路線
- 日本国有鉄道
  - 和歌山線
    - 大谷駅

### 道路
- 国道24号